# Nuestro Padre Jesús Redentor Cautivo (Utrera)
Nuestro Padre Jesús Redentor Cautivo o simplemente Cautivo de Utrera es una imagen que representa a Jesús de Nazaret y que evoca el pasaje del evangelio en el cual Jesús queda cautivo y abandonado por sus discípulos. Se venera en la parroquia de Santiago El Mayor y es el titular de la Hermandad del Redentor Cautivo en Utrera (Sevilla) España.

## Autoría de la imagen
Cuando la hermandad adquirió la actual imagen, la primitiva pasó a la Hermandad de Nuestro Padre Jesús Cautivo del Coronil y hoy en día se custodia en el Convento de las Reverendas Madres Carmelitas de Utrera.
La actual imagen del Redentor Cautivo, de estilo barroco, se contrató con José Paz Vélez el 30 de junio de 1957, siendo bendecida el 5 de enero de 1958. Realizó por primera vez la estación de penitencia en la Semana Santa de ese año.
La imagen evoca el pasaje evangélico en que Jesús queda solo, maniatado y cautivo, tras ser abandono de sus discípulos, la misma presenta un acusado gesto expresivo de gran realismo que lo aproxima al espíritu naturalista de la imaginería sevillana.

## Cultos
En honor de Nuestro Padre Jesús se celebra un triduo solemne, terminando el primer viernes de marzo, con función solemne de comunión general y besapié de la sagrada imagen. Hace su estación de penitencia en la noche del Jueves Santo de la Semana Santa de Utrera.